# Tramwaje w Nuevo Laredo i Laredo
Tramwaje w Nuevo Laredo i Laredo – zlikwidowany system komunikacji tramwajowej w meksykańskim mieście Nuevo Laredo i amerykańskim mieście Laredo.

## Historia
Linię tramwajową w Nuevo Laredo otwarto 19 listopada 1886 na trasie dworzec kolejowy – Plaza Hidalgo. Była to linia tramwaju konnego. W 1888 w mieście była jedna linia tramwajowa o długości 1,6 km i o szerokości toru 1280 mm. W tym samym roku została powołana spółka Laredo Improvement Company (LIC), która miała rozbudować system tramwajowy. 12 marca 1890 otwarto linię tramwaju elektrycznego z Laredo w Stanach Zjednoczonych do miasta Nuevo Laredo po meksykańskiej stronie. Tramwaje kursowały po torach o szerokości 1219 mm. Do obsługi linii zamówiono 7 wagonów w JG Brill w Filadelfii. Linia tramwajowa miała długość 2,5 km. Linię według jednych źródeł zlikwidowano 1 października 1900, z kolei McGraw Electric Railway Directory podaje rok zlikwidowania linii – 1918.